# Linnaemya gowdeyi
Linnaemya gowdeyi là một loài ruồi trong họ Tachinidae.